# الجنود الأطفال في الصومال
كان استخدام الجنود الأطفال في الصومال قضية مستمرة. في معارك مقديشو، جندت جميع الأطراف المشاركة في النزاعات مثل اتحاد المحاكم الإسلامية، التحالف من أجل استعادة السلام ومكافحة الإرهاب وقوات الحكومة الاتحادية الانتقالية الأطفال لاستخدامهم في القتال. 
الحكومة الاتحادية الانتقالية مدرجة من قبل الأمم المتحدة باعتبارها واحدة من أكبر المخالفين في تجنيد الأطفال في القوات المسلحة. وجماعة الشباب المتمردة هي أحد المجندين الرئيسيين الآخرين للأطفال. 

## ردود الفعل الدولية
يعتبر الاتحاد الأوروبي والولايات المتحدة الداعمين الأساسيين للحكومة الاتحادية الانتقالية، حيث دفعت الولايات المتحدة رواتب للقوات المسلحة التابعة للحكومة الاتحادية الانتقالية، مما يعني أن الولايات المتحدة تدعم حكومة تنتهك قانون حماية الأطفال الجنود. 
في عام 2017، علق الأمين العام للأمم المتحدة أنطونيو غوتيريش على تقرير من مجلس الأمن التابع للأمم المتحدة، والذي قدر أن القوة القتالية لحركة الشباب تتكون من أكثر من خمسين بالمائة من الأطفال، مع إرسال بعضهم حتى سن التاسعة إلى الجبهة. وقد تحقق التقرير من تجنيد 6163 طفلاً بين 1 أبريل 2010 و31 يوليو 2016، منهم 230 فتاة. وشكلت حركة الشباب 4213 حالة، أي سبعون بالمائة من الحالات التي تم التحقق منها. وبحسب التقرير، تحققت فرقة عمل في الصومال من تجنيد واستخدام 6163 طفلا - 5993 فتى و230 فتاة - خلال الفترة من 1 أبريل / نيسان 2010 إلى 31 يوليو / تموز 2016، مع أكثر من 30 في المائة من الحالات في عام 2012. وكان الجيش الوطني الصومالي يضم 920 طفلاً في الخدمة.  
أفادت هيومن رايتس ووتش في عام 2010 بأن حركة الشباب تجند أطفالاً لا تتجاوز أعمارهم العاشرة لتعزيز قواتها. يتم اختطاف الأطفال من منازلهم ومدارسهم مع اختطاف صفوف كاملة في بعض الأحيان.  في عام 2012، صرحت ميشيل كاجاري، نائبة مدير منظمة العفو الدولية لشؤون أفريقيا، أن "الصومال ليست أزمة إنسانية فقط: إنها أزمة حقوق الإنسان وأزمة حقوق الطفل. يتعرض الأطفال في الصومال لخطر الموت باستمرار؛ يمكن قتلهم وتجنيدهم وإرسالهم إلى الخطوط الأمامية، ومعاقبتهم من قبل الشباب لأنهم ضُبطوا وهم يستمعون إلى الموسيقى أو "يرتدون ملابس غير مناسبة"، ويجبرون على الدفاع عن أنفسهم لأنهم فقدوا والديهم أو حتى يموتوا لأنهم لا يفعلون ذلك. لا يحصلون على رعاية طبية كافية. 

## فهرس
- Graeme، R. Newman (2010). Crime and Punishment around the World. ص. 201. ISBN:978-0313351334.
- Guterres، Antonio (20 يناير 2017). "Guterres: Thousands of child soldiers fight in Somalia". Aljazeera. Associated Press. مؤرشف من الأصل في 2020-08-05. اطلع عليه بتاريخ 2017-05-30.
- Johnson، Dustin (30 يناير 2017). "Preventing the Use of Child Soldiers in Somalia". Roméo Dallaire Child Soldiers Initiative. مؤرشف من الأصل في 2019-10-24. اطلع عليه بتاريخ 2017-05-30.
- Kagari، Michelle (20 يوليو 2012). "Somalia: Children's rights recruited as child soldiers, denied education, killed in attacks – New report". Amnesty International. مؤرشف من الأصل في 2021-01-18. اطلع عليه بتاريخ 2017-05-30.
- Rosen، David M. (2012). Child Soldiers: A Reference Handbook. ABC CLIO. ISBN:978-1598845266.
- Tancos، Kathryn (22 فبراير 2012). "More child soldiers in Somalia fighting". CNN. مؤرشف من الأصل في 2021-05-25. اطلع عليه بتاريخ 2017-05-30.